# Casa Rietveld Schröder
A Casa Rietveld Schröder em Utrecht, na Holanda foi construída em 1924 pelo arquiteto holandês Gerrit Rietveld para a Sra. Truus Schröder-Schräder e seus três filhos. Ela pediu para que a casa fosse planejada sem muros. Rietveld trabalhou lado a lado com Schröder-Schräder para criar a casa. Ele fez o primeiro croquis da casa e Schröder-Schräder não gostou. Ela tinha a visão de uma casa livre de associações e onde se pudesse criar uma conexão entre o interior e o exterior. A casa é um dos maiores exemplares da arquitetura De Stijl. A Sra. Schröder viveu na casa até sua morte em 1985. A casa foi restaurada por Bertus Mulder e agora é um museu aberto a visitantes. Foi considerada monumento em 1976 e faz parte da lista do Patrimônio Mundial da UNESCO desde 2000.

## Arquitetura
A Casa Rietveld Schröder constitui tanto no interior quanto no exterior uma ruptura radical com toda a arquitetura anterior. A casa está localizada em Utrecht mas não tem nenhuma semelhança às casas da região. É próxima a uma autoestrada desde a década de 1960.

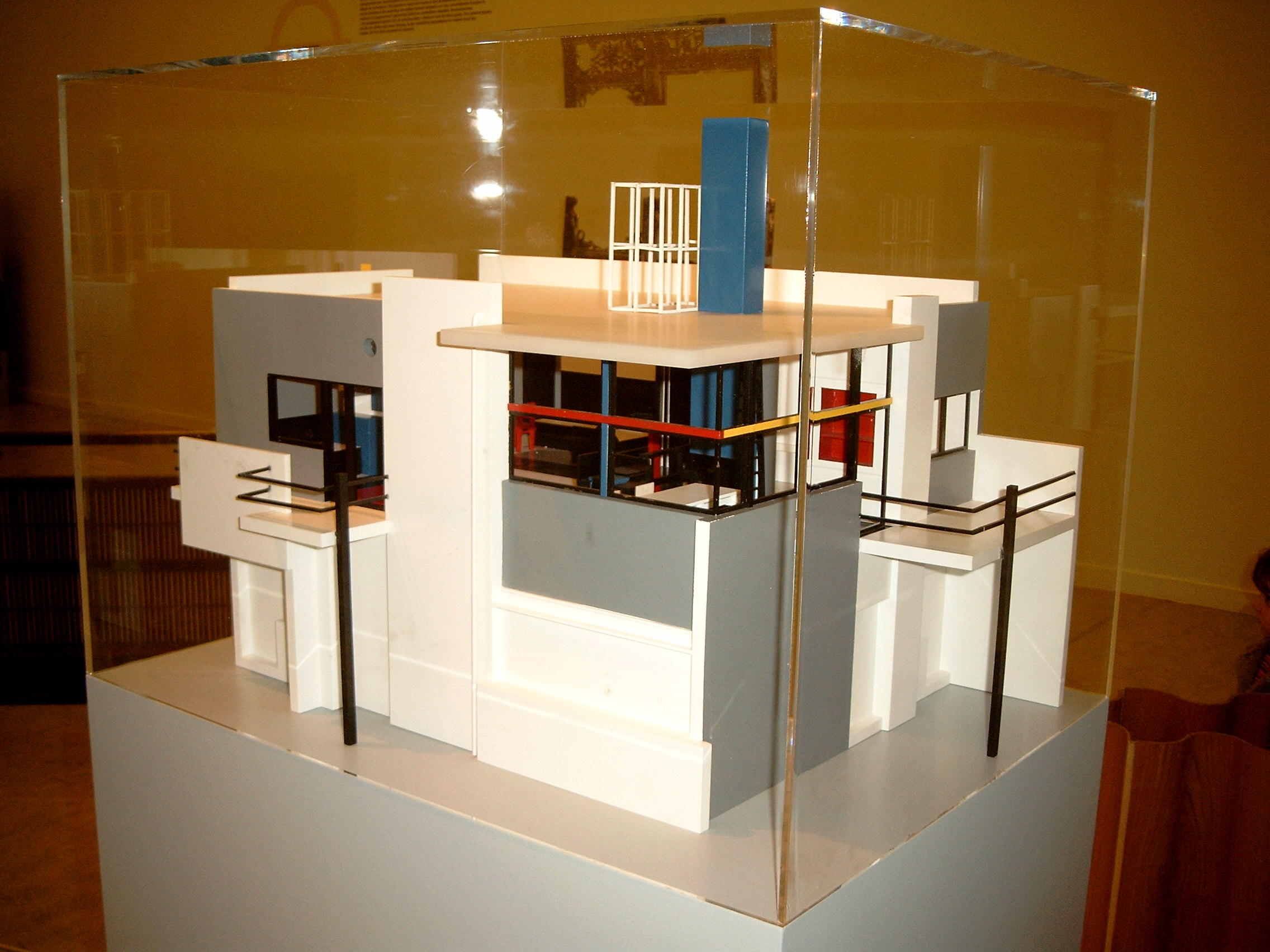
Maquete, ca 1985

Dentro da casa não existe um acúmulo estático mas sim dinâmico de cômodos, com uma zona aberta intercambiável. O piso térreo ainda possui aquecimento tradicional; ao redor de uma escada estão a cozinha e três quartos. A área de convívio é no andar superior, com um sótão seguindo a regulamentações das autoridades, forma uma grande zona aberta, exceto por um banheiro separado e um lavabo. Rietveld queria deixar o andar superior deste jeito mas a Sra. Schröder entretanto, sentiu que o espaço deveria ser utilizado de outra forma, aberto ou subdividido. Isso foi conseguido com um sistema de painéis deslizantes e que se recolhem. Quando totalmente particionados, este nível possui três quartos, banheiro e sala de estar. No interior existe uma série de quartos cambiáveis, cada um com sua experiência espacial própria.
As fachadas são constituídas por vários planos e linhas cujos componentes são propositalmente separadas parecem deslizar uma da outra. Isso conduz a formação de várias sacadas. Cada componente tem a sua própria forma, posição e cor. As cores foram escolhidas a fim de aumentar a plasticidade das fachadas; superfícies em branco e sombras de cinza, janelas e batentes pretos e um número linear de elementos em cores primárias.
Existe pouca distinção entre o interior e o exterior. As linhas retilíneas e planas fluem de fora para dentro, com a mesma paleta de cores e superfícices. Mesmo as janelas são fixas de uma maneira que ficam a 90 graus das paredes, preservando padrões de design estritos.

## Construção
Inicialmente, Rietveld queria construir a casa sem concreto. Mudou de ideia quando descobriu que seria muito caro, como se fosse um prédio pequeno. As fundações e sacadas são as únicas partes da casa que são de concreto. As paredes foram feitas de tijolos e gesso. As molduras das janelas e portas de madeira bem como o assoalho, que é suportado por vigas de madeira. Para suportar a casa vigas de aço com arame trançado foram usadas.

## Galeria

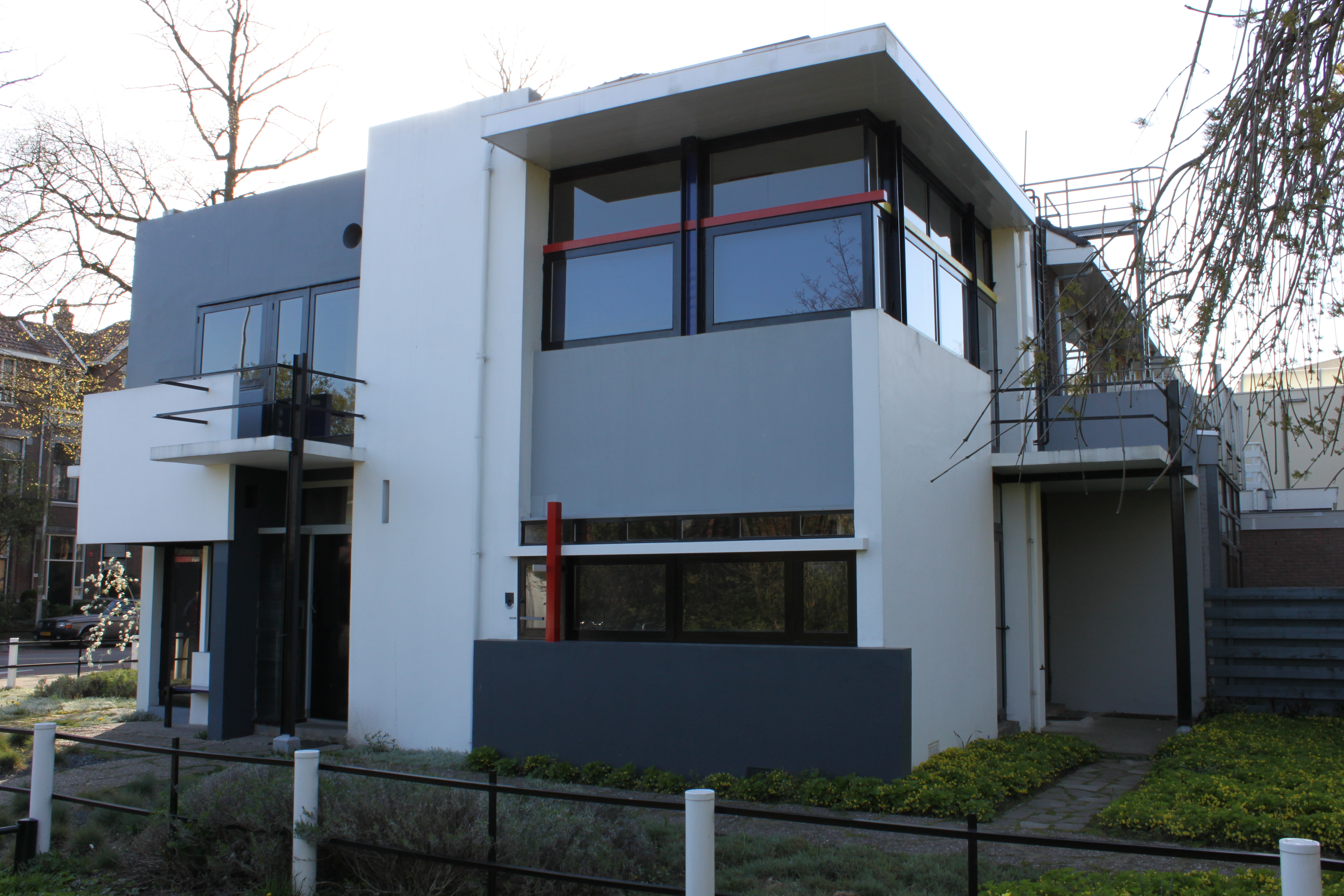
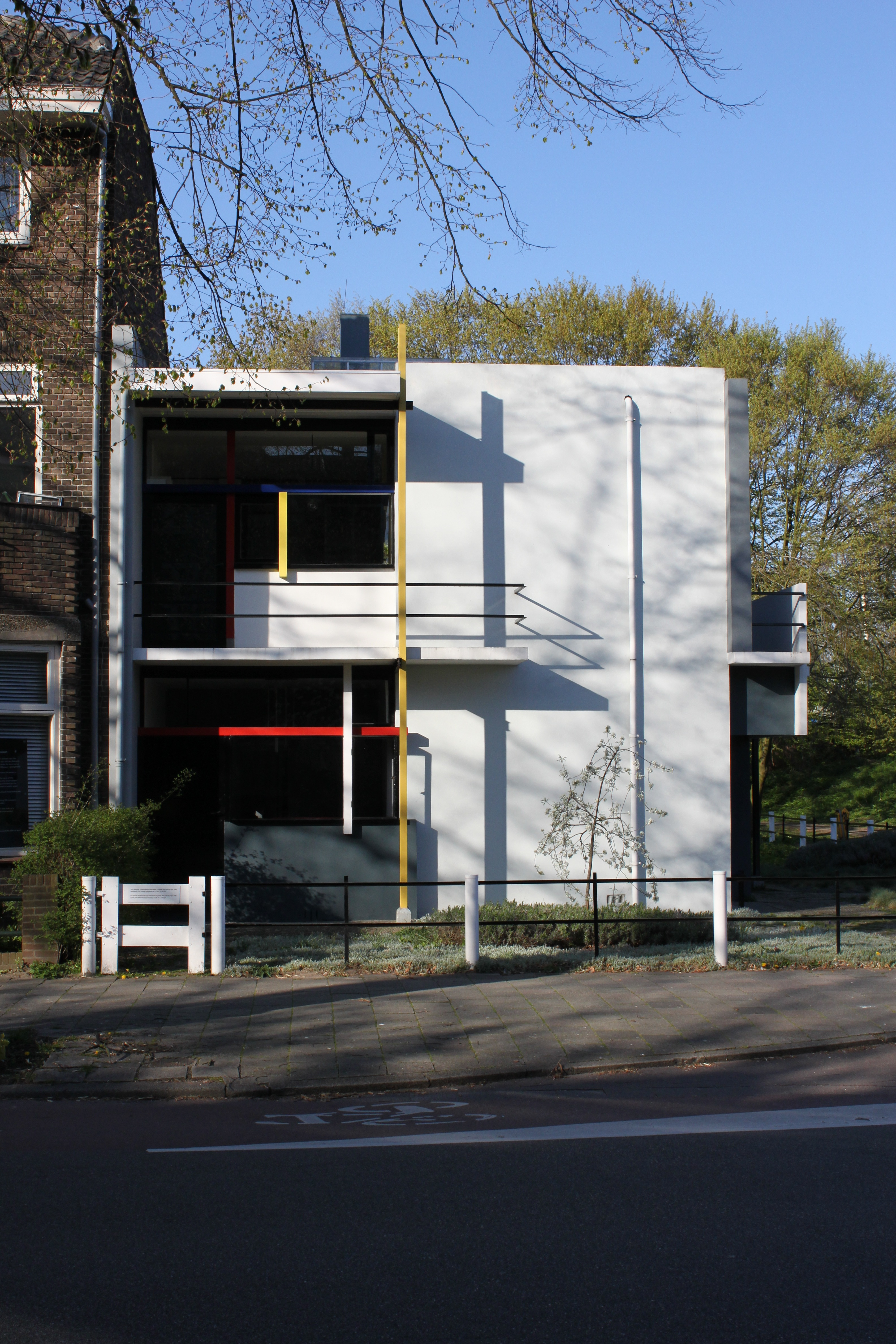
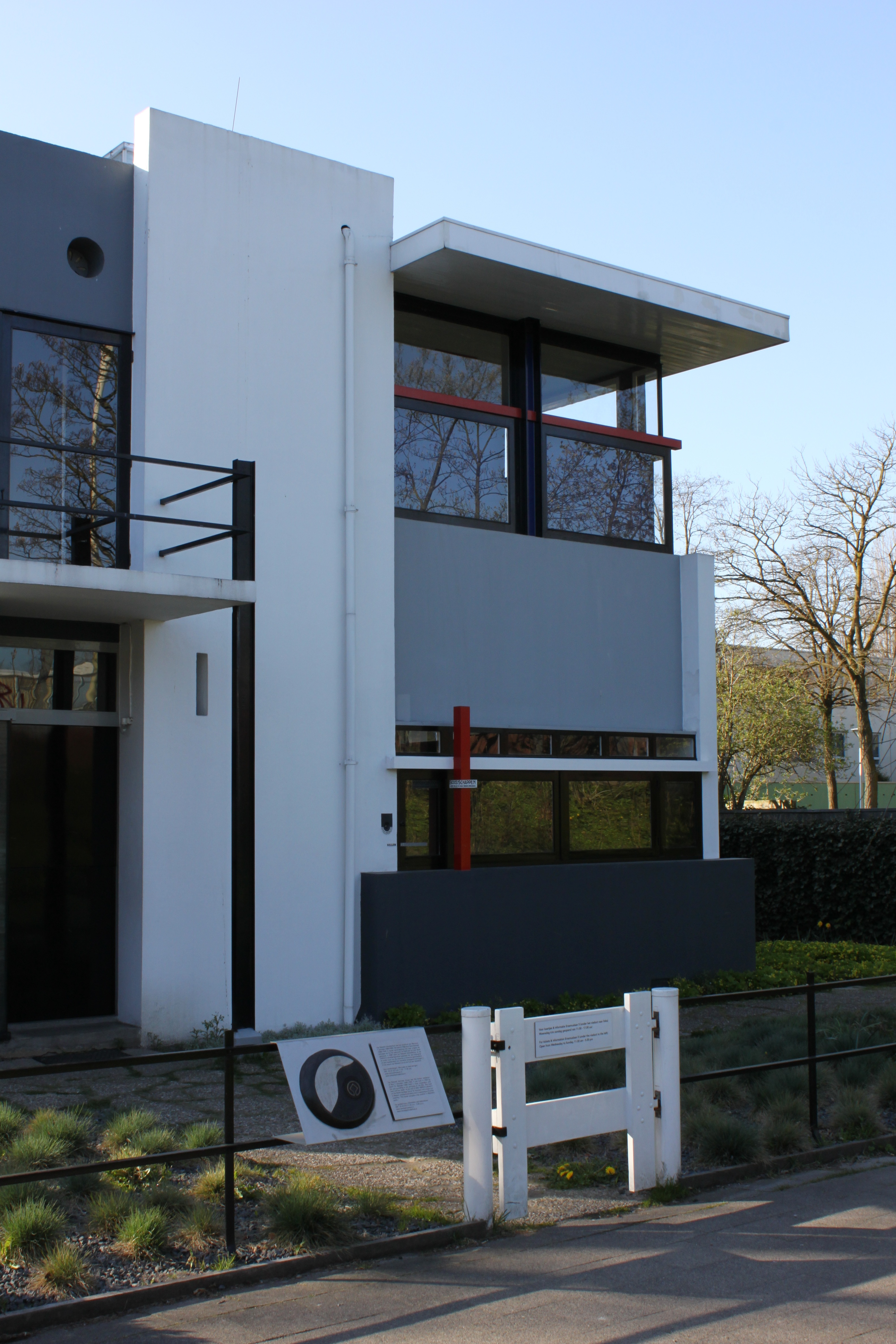
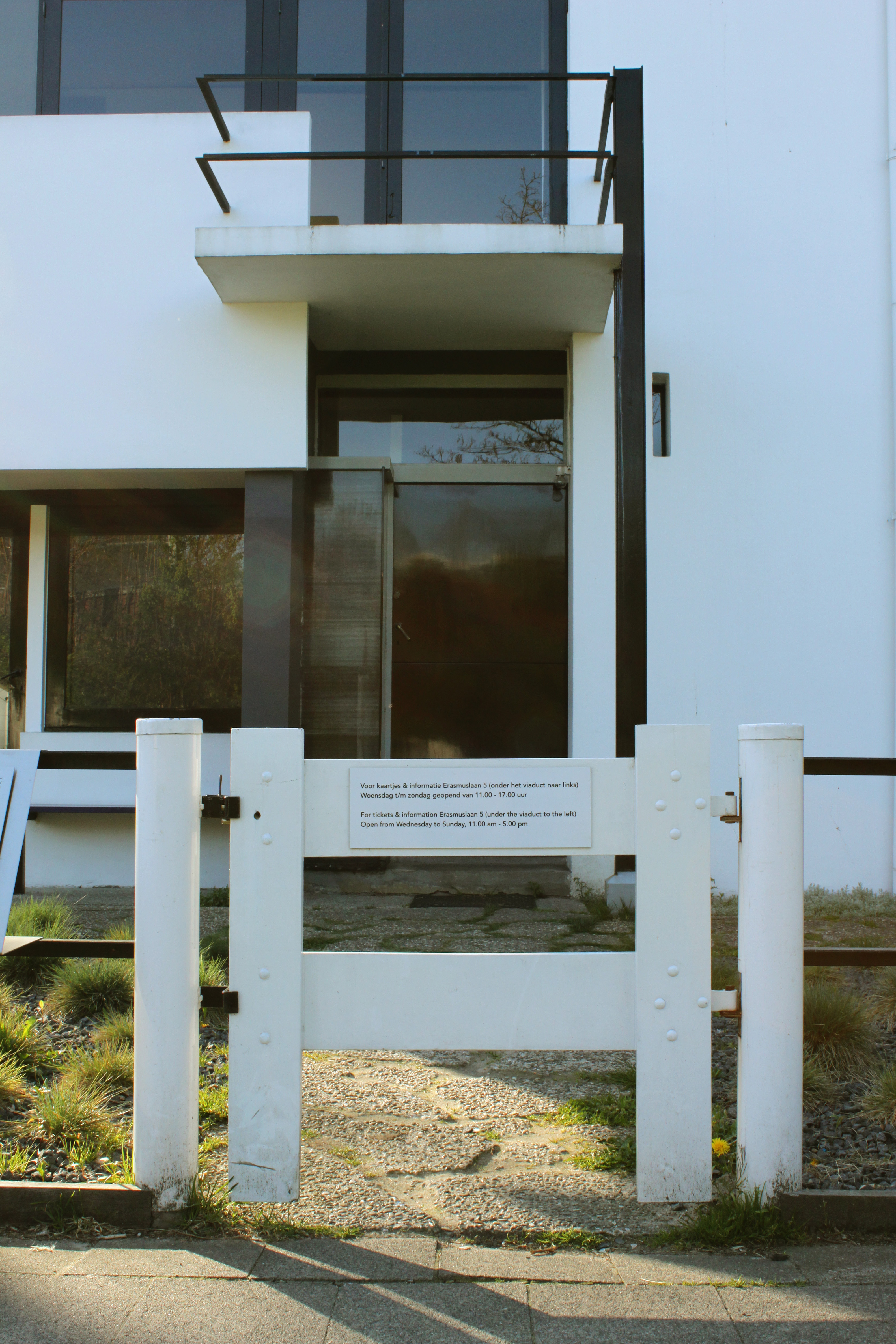
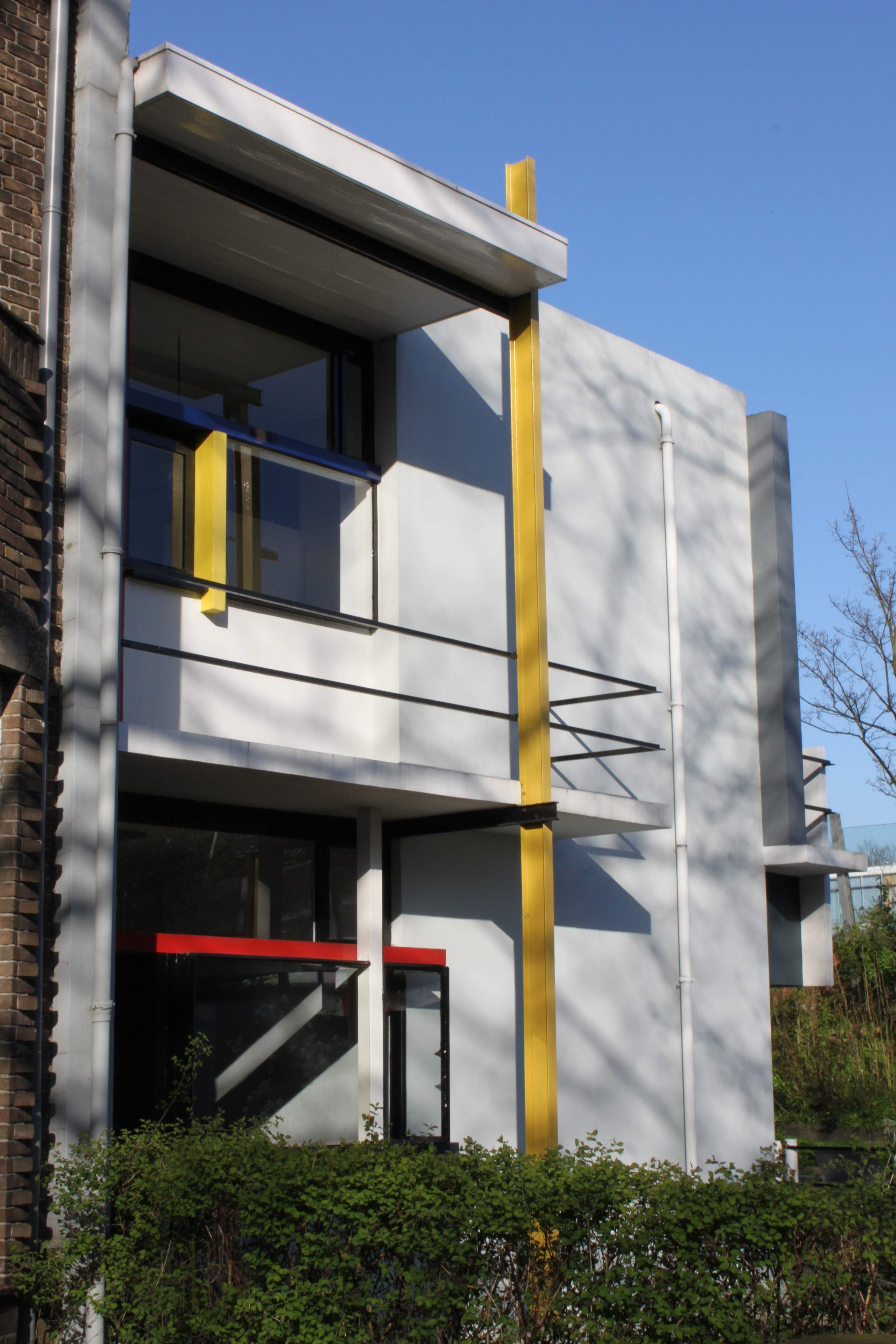
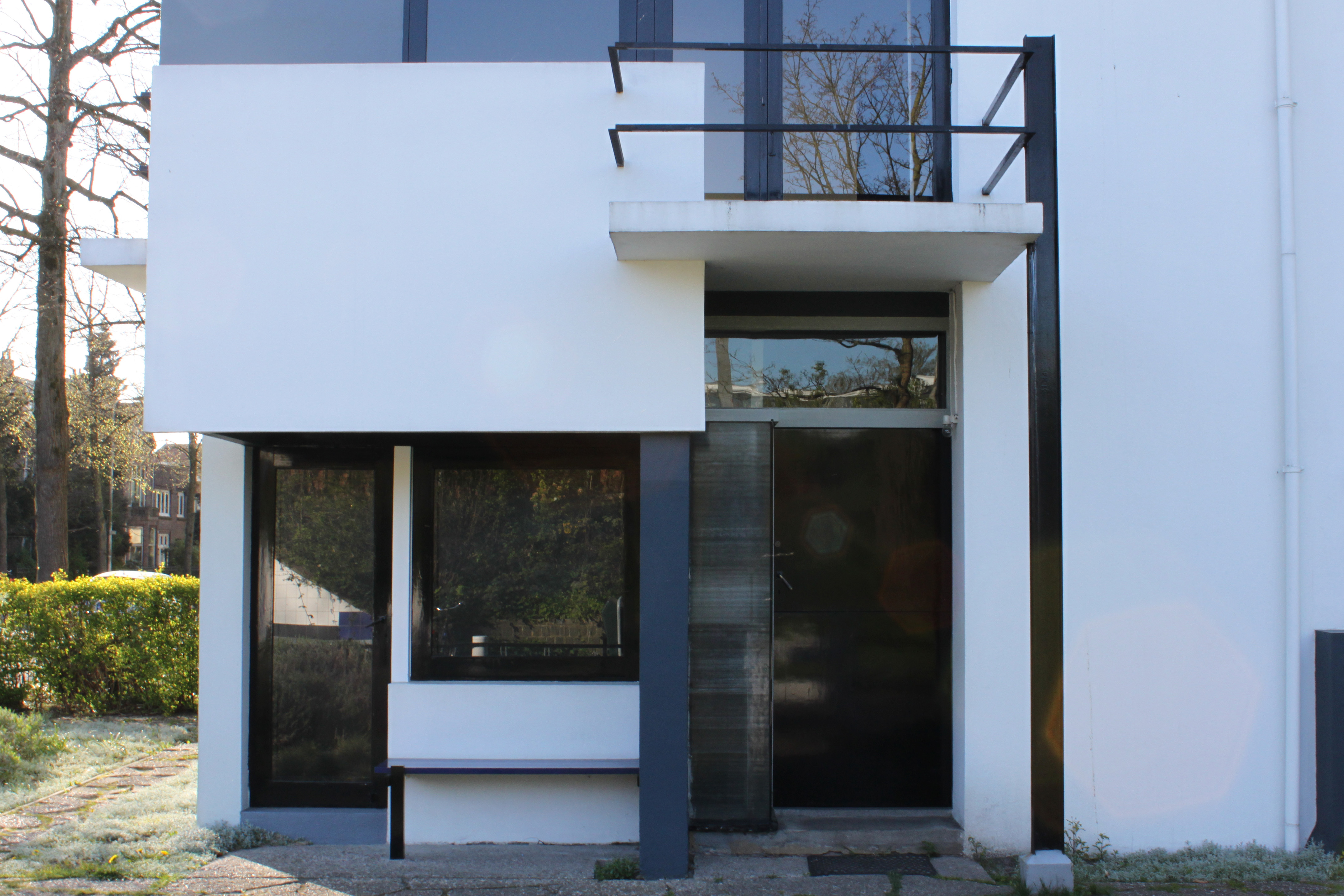
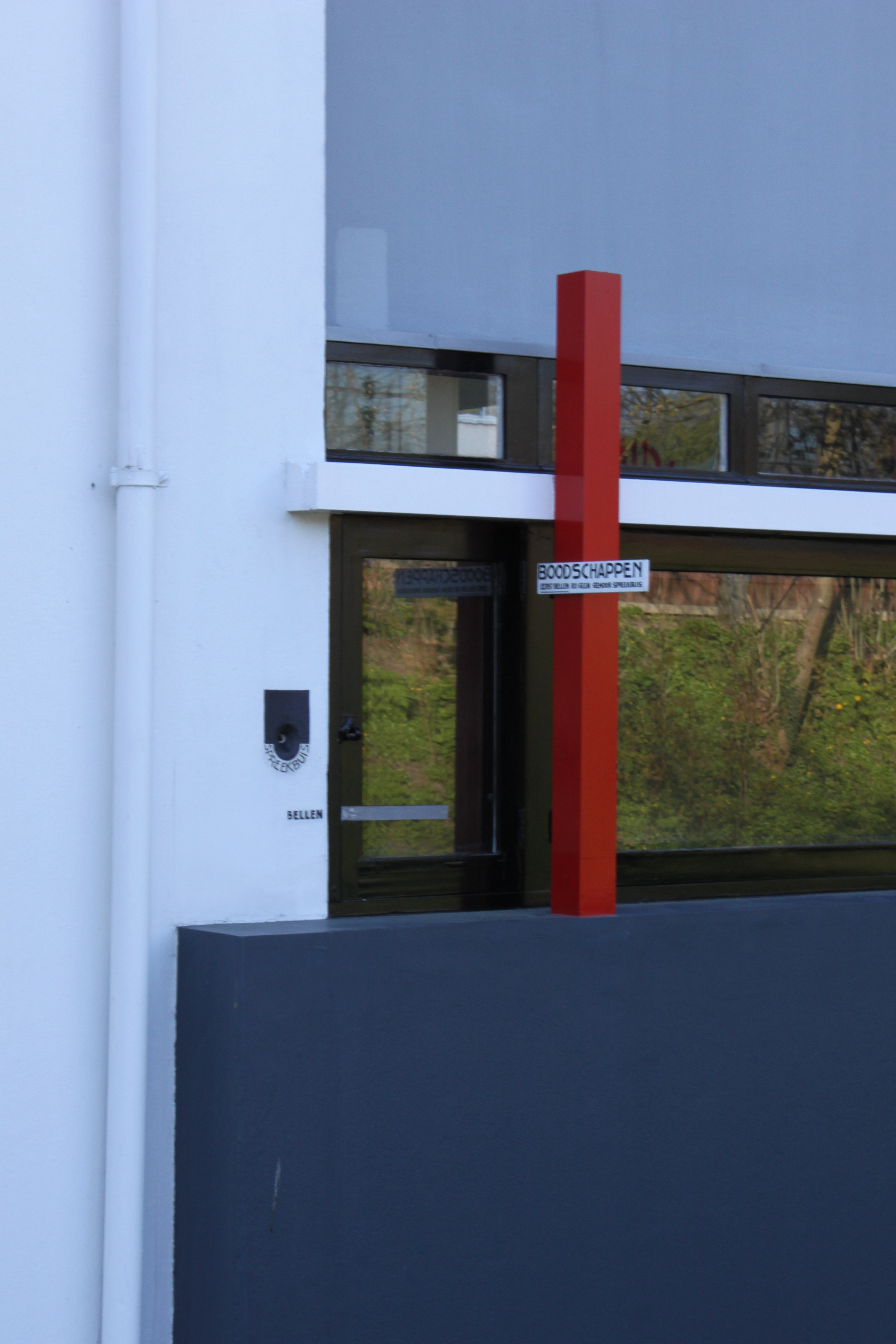
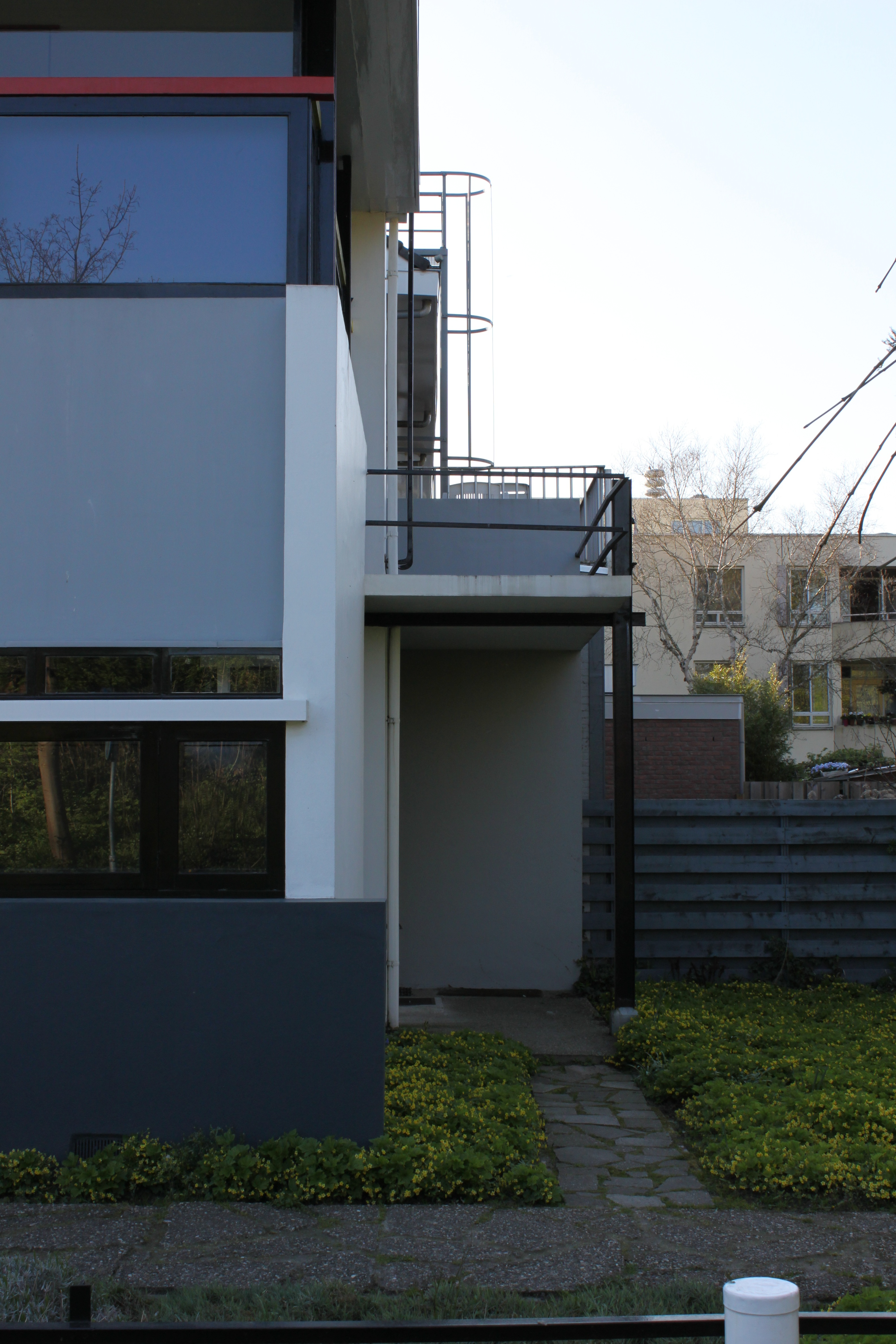